# Syntrechalea tenuis
Syntrechalea tenuis är en spindelart som beskrevs av F. O. Pickard-Cambridge 1902. Syntrechalea tenuis ingår i släktet Syntrechalea och familjen Trechaleidae.
Artens utbredningsområde är Panama. Inga underarter finns listade i Catalogue of Life.